# Ste-Aurélie

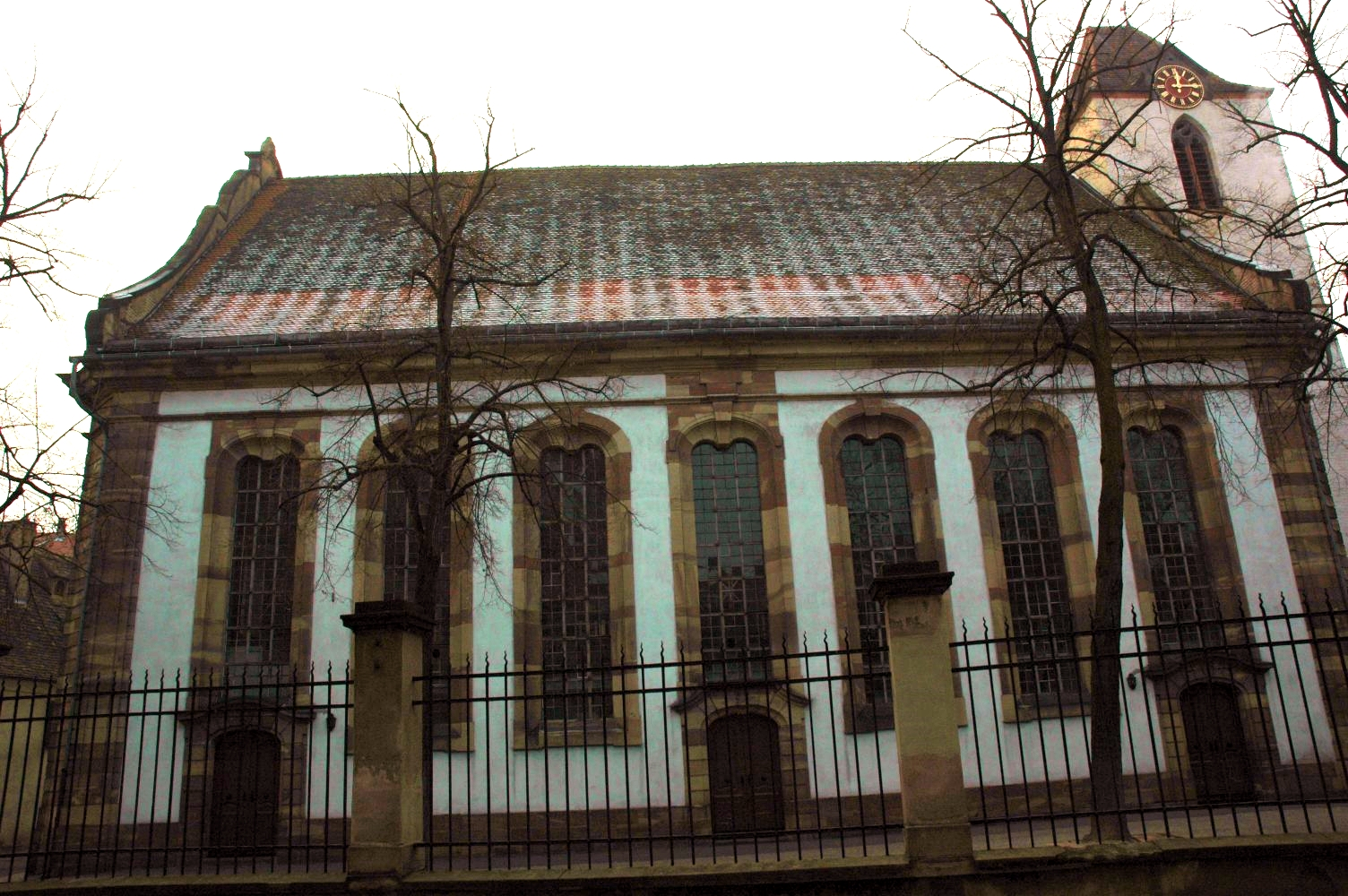
Ste-Aurélie in Straßburg

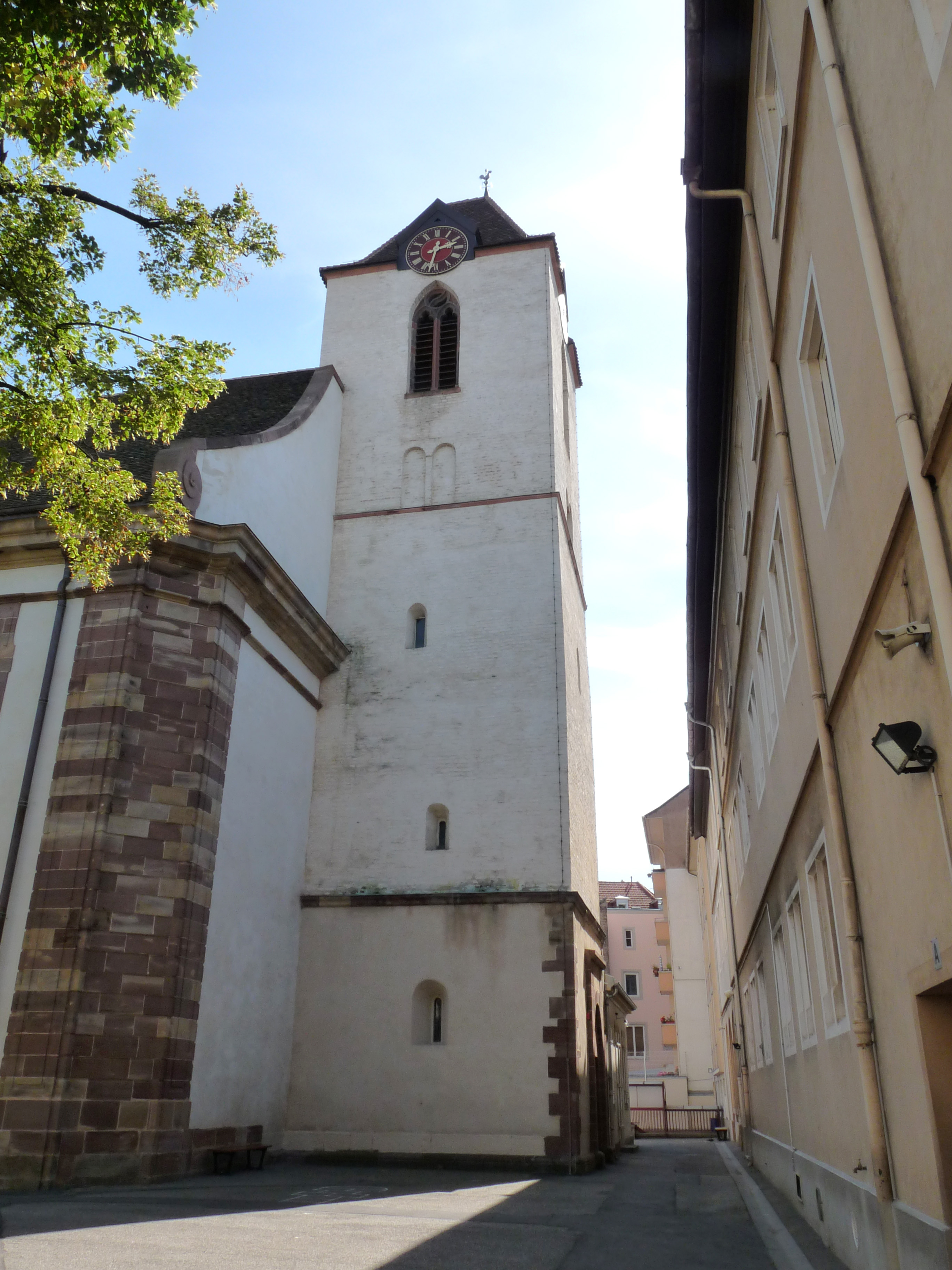
Romanisch-gotischer Glockenturm
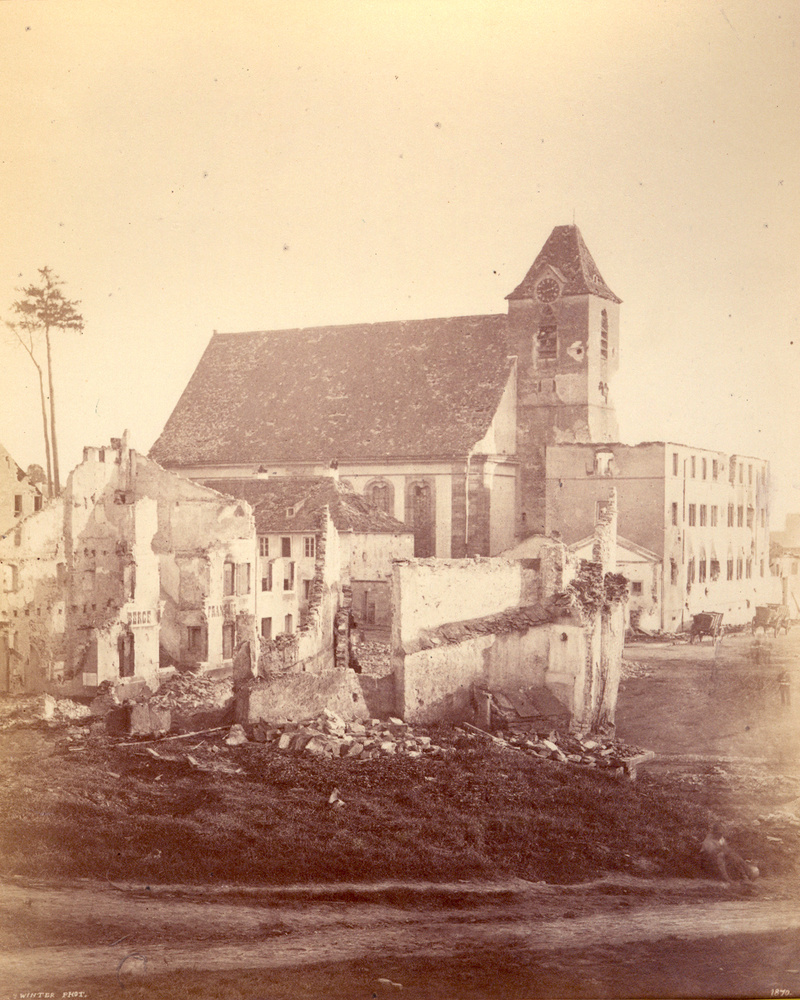
Schäden am Glockenturm (1870)

Die Kirche Sainte-Aurélie (Aurelienkirche, vor 1324 noch Moritzkirche) ist einer der ältesten Sakralbauten der Stadt Straßburg im Elsass und gehört zur evangelisch-lutherischen Protestantischen Kirche Augsburgischen Bekenntnisses von Elsass und Lothringen. Die Kirche ist Monument historique.

## Baugeschichte und Ausstattung
Die ursprünglich als Kapelle eines frühchristlichen Friedhofs errichtete Kirche wird zum ersten Mal im 8. Jahrhundert erwähnt. In ihrer heutigen Anlage besteht die Kirche aus einem wuchtigen, schmucklosen romanischen Glockenturm (12. Jahrhundert, erhöht im 14. Jahrhundert) hinter dem Chor und einem breiten barocken Langhaus ohne Querschiff aus dem Jahre 1765, dem größten Straßburger Kirchenneubau des 18. Jahrhunderts.  

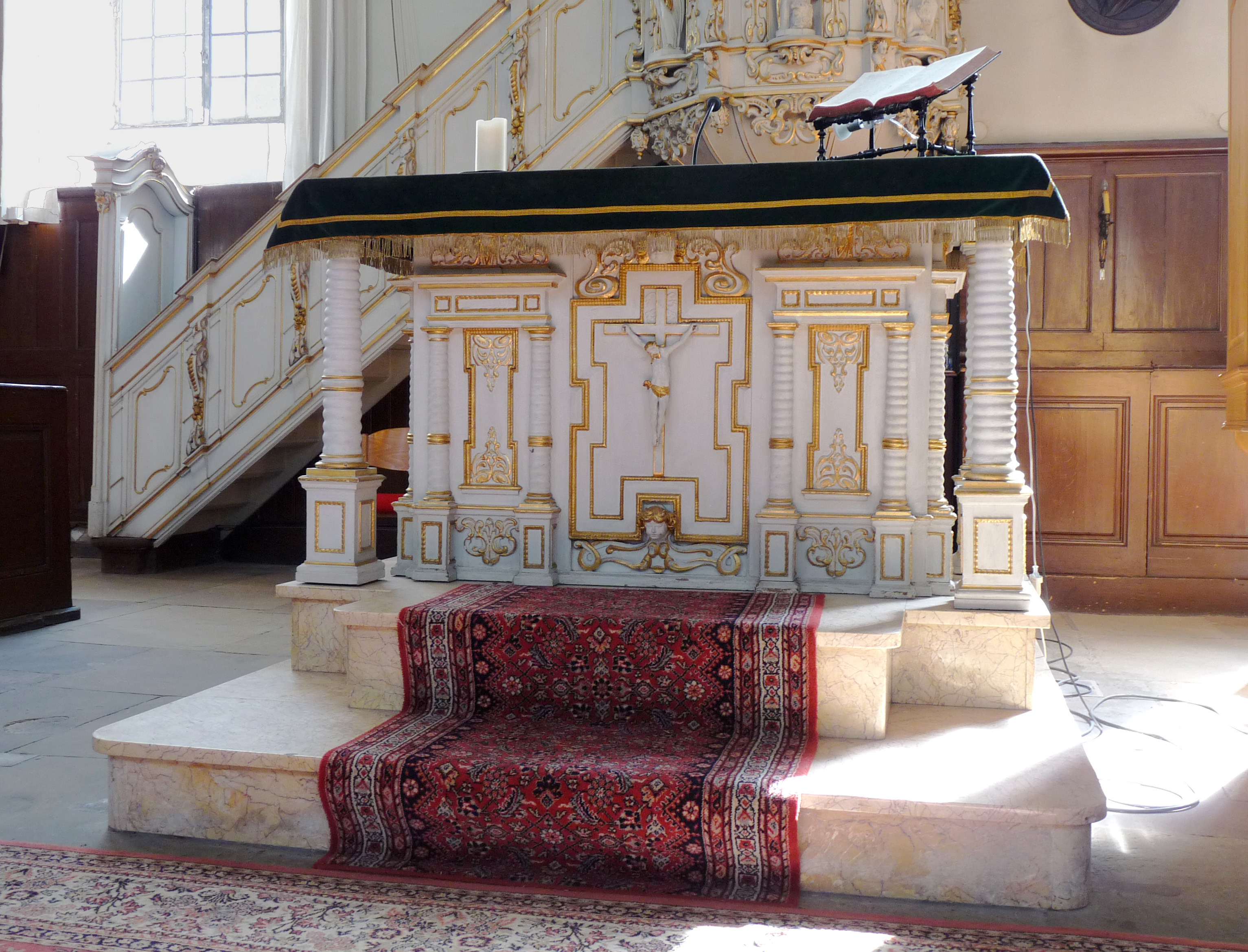
Altar (1699)
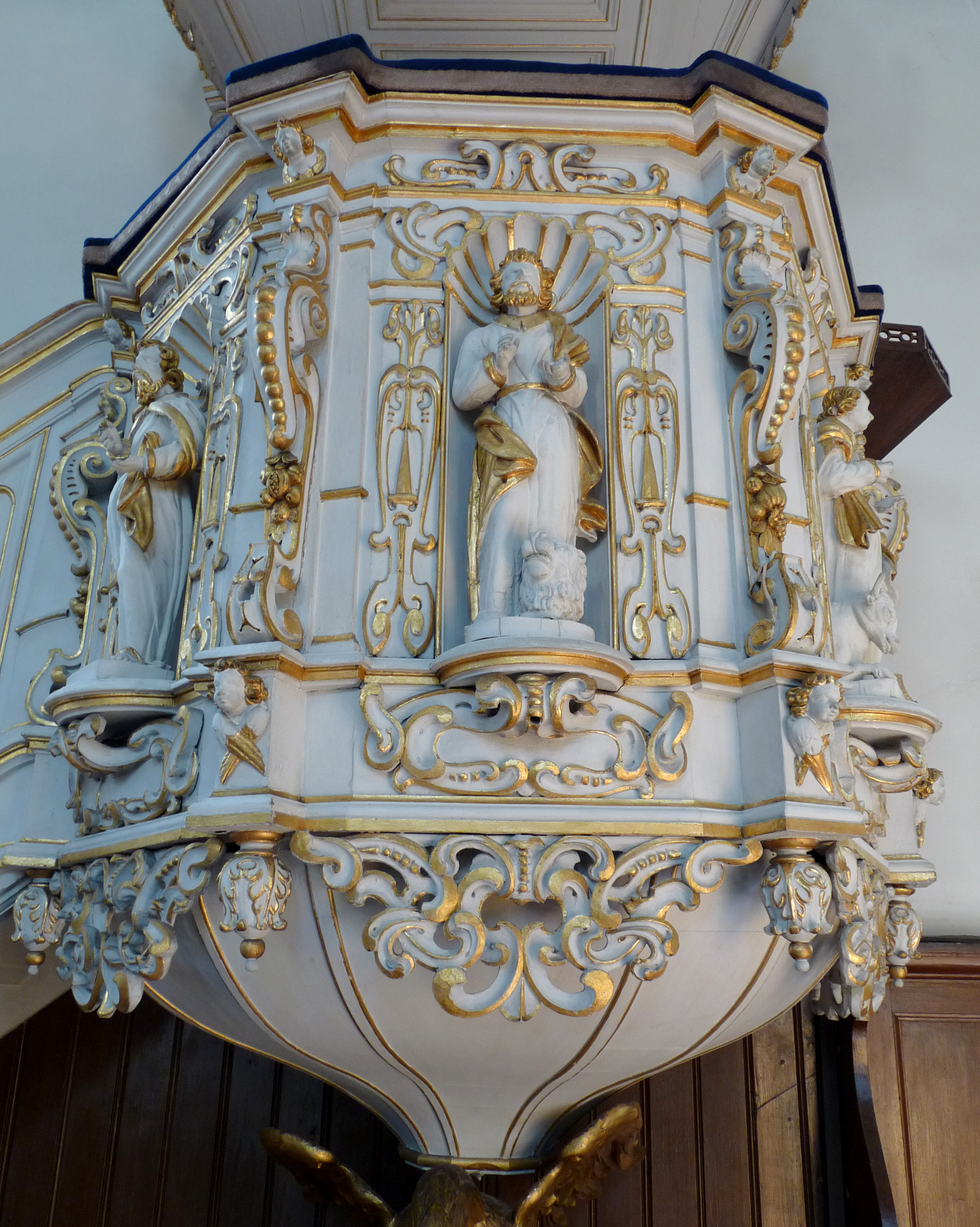
Kanzel (1756)

Zur Ausstattung gehören eine Glocke von 1410 sowie eine Turmuhr vom Erbauer der neuen astronomischen Uhr im Straßburger Münster, Jean-Baptiste Schwilgué, aus dem Jahre 1845; eine Kanzel aus dem Jahre 1670, ein Altar aus dem Jahre 1699 und die Silbermann-Orgel aus dem Jahre 1718 mit erhaltenem Gehäuse, die noch aus dem gotischen Vorgängerbau stammen; von 1767 sind die Malereien auf der Orgeltribüne. Während der Belagerung von Straßburg im Jahr 1870 im Deutsch-Französischen Krieg erhielt der Glockenturm einige Granateinschläge, auch einige Pfeifen der Silbermann-Orgel waren betroffen. Nach Ende des Krieges wurden die Schäden alsbald repariert.

## Ausmaße
- Innenlänge: 28 m
- Innenbreite: 19 m
- Innenhöhe: 12 m
- Höhe des Turms: 35 m (Schätzung)

## Restaurierung
Nachdem im Jahr 2007 der Glockenturm neu verputzt und die verwitterten Steine darin ersetzt worden sind, werden seit Anfang und bis Ende 2009 das Dach neu gedeckt und die Außenmauern des Kirchenschiffs neu verputzt. 2012 bis 2014 wurde der Innenraum grundlegend wieder instand gesetzt, dabei erhielt die Kanzel eine polychrome Farbfassung.

## Orgeln
Die Orgel von Andreas Silbermann stammt aus dem Jahre 1718; das Originalgehäuse ist noch erhaltenem, Pfeifen und Gebläse wurden 1952 durch die Werkstatt Manufacture d’Orgues Muhleisen ersetzt. Das Instrument verfügte über 54 Register auf drei Manualen und Pedal in folgender Disposition:

| I Positif de Dos C–g3 |        |
| Bourdon               | 8′     |
| Montre                | 4′     |
| Flûte à cheminée      | 4′     |
| Nasard                | 2 ⁄3′  |
| Doublette             | 2′     |
| Tierce                | 1 3⁄5′ |
| Larigot               | 1 ⁄3′  |
| Cymbale III           |        |
| Cromorne              | 8′     |

| II Grand Orgue C–g3 |       |
| Bourdon             | 16′   |
| Montre              | 8′    |
| Bourdon             | 8′    |
| Flûte               | 8′    |
| Salicional          | 8′    |
| Prestant            | 4′    |
| Flûte douce         | 4′    |
| Nasard              | 2 ⁄3′ |
| Doublette           | 2′    |
| Cornet V            |       |
| Fourniture IV       |       |
| Cymbale III         |       |
| Trompette           | 8′    |
| Clairon             | 8′    |

| III Récit expressif C–g3 |     |
| Quintaton                | 16′ |
| Principal                | 8′  |
| Bourdon                  | 8′  |
| Viole de gambe           | 8′  |
| Voix céleste             | 8′  |
| Prestant                 | 4′  |
| Flûte                    | 4′  |
| Doublette                | 2′  |
| Sesquialtera II          |     |
| Carillon II              |     |
| Fourniture IV            |     |
| Bombarde acoustique      | 16′ |
| Trompette                | 8′  |
| Clairon                  | 4′  |
| Voix humaine             | 8′  |
| Hautbois                 | 8′  |
| Tremblant                |     |

| Pédale C–d1   |     |
| Bourdon       | 16′ |
| Soubasse      | 16′ |
| Principal     | 16′ |
| Bourdon       | 8′  |
| Flûte         | 8′  |
| Principal     | 8′  |
| Flûte         | 4′  |
| Principal     | 4′  |
| Doublette     | 2′  |
| Fourniture IV |     |
| Cymbale III   |     |
| Bombarde      | 16′ |
| Trompette     | 8′  |
| Clairon       | 4′  |
| Chalumeau     | 4′  |

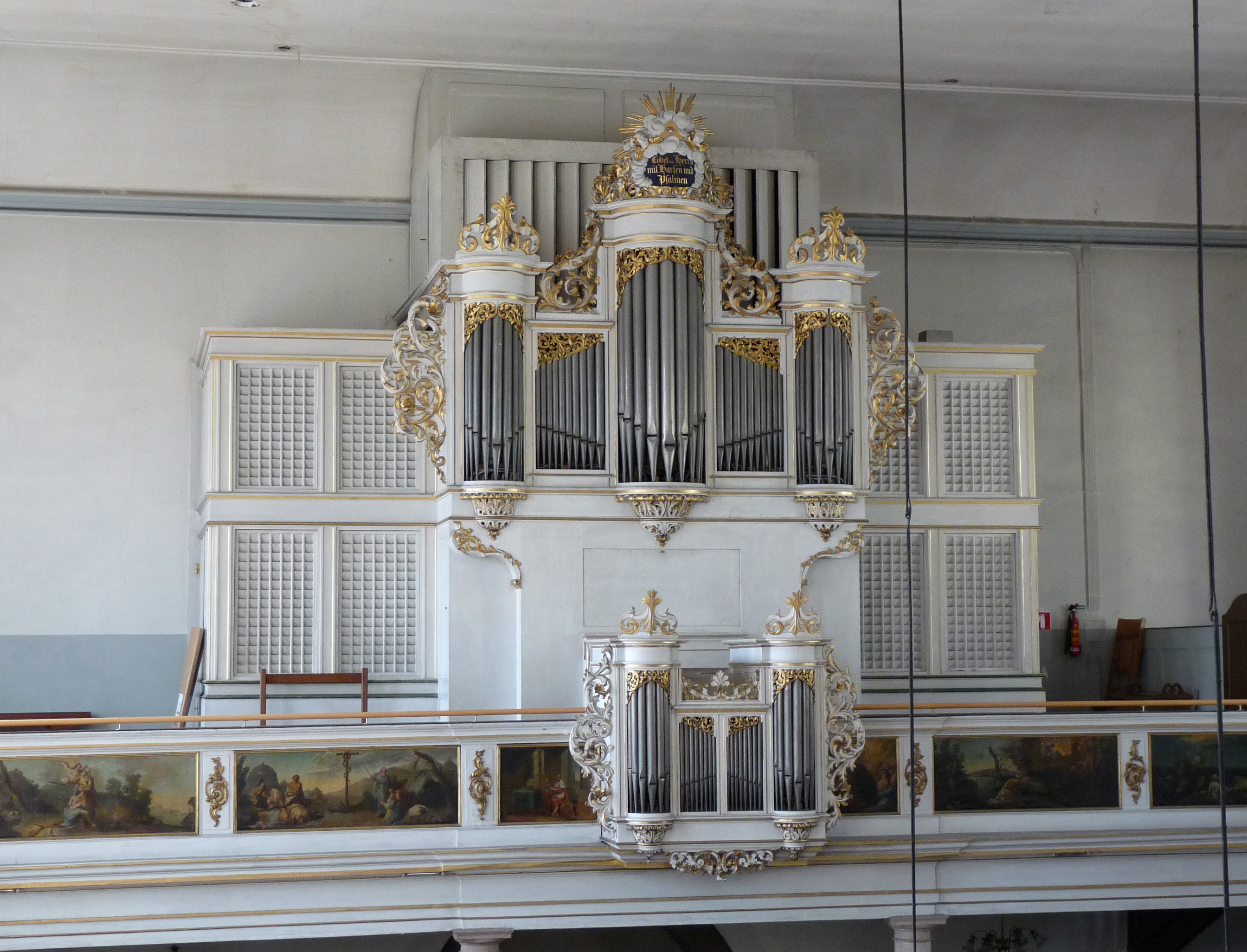
Prospekt mit Rückpositiv der Silbermann-Orgel

- Koppeln: I/II, III/I, III/II, I/P, II/P, III/P

Das Instrument wurde 2015 in der Werkstatt von Quentin Blumenroeder in Hagenau restauriert und in seinen ursprünglichen Zustand von Johann Andreas Silbermann zurückgeführt. Das bedeutet eine Verkleinerung gegenüber dem vorigen Zustand auf wieder zwei Manuale und weniger Register.
Im Jahr 2001 wurde für die Aufstellung im Chor ein Orgelpositiv mit drei Registern von Orgelbauer Alfred Wild aus Gottenhouse angeschafft.

## Glocken
Das Geläut besteht aus drei Glocken mit den Schlagtönen e' - g' - a'. Die Glocken 1 und 3 goss 1964 die Glockengießerei Bachert in Karlsruhe. Die Glocke 2 ist ein Guss aus dem Jahre 1410. 

## Persönlichkeiten
- Martin Bucer wurde 1524 zum Prediger an der Aureliakirche berufen.
- Albert Schweitzer nahm in den 1930er Jahren Werke von César Franck u. a. auf der Orgel auf.